# Groupe des Dombes
Le Groupe des Dombes est un groupe de dialogue œcuménique fondé en 1937 et qui réunit une quarantaine de membres catholiques et protestants francophones. Ce groupe est une référence internationale dans le dialogue œcuménique et ses travaux ont inspiré le concile Vatican II (1962-1965) et le Conseil œcuménique des Églises.

## Histoire

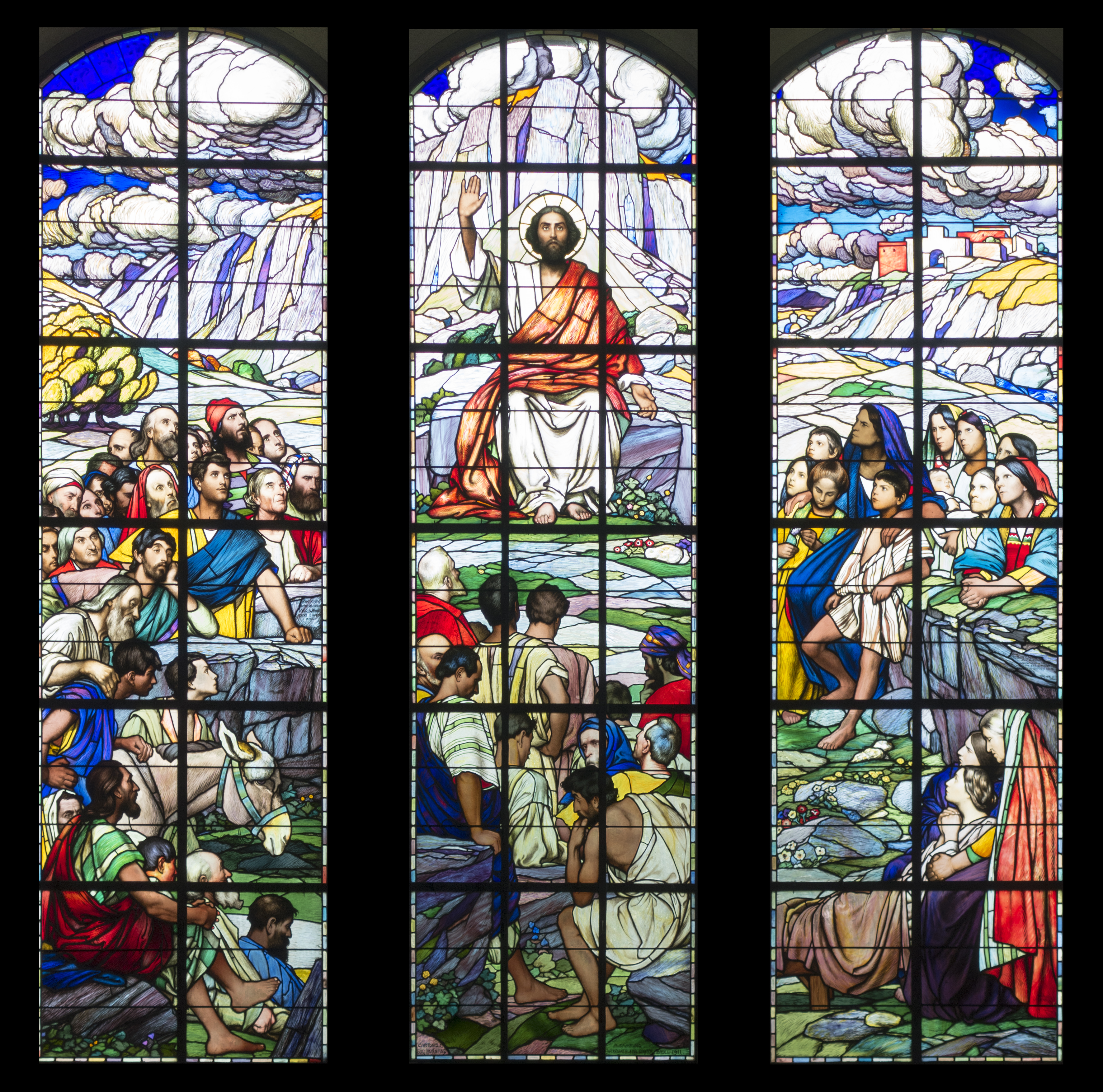
Vitrail du temple réformée de Herzogenbuchsee, Suisse, par Emil Gerster de Bâle, 1911, représentant le Sermon sur la montagne.

Le pasteur protestant réformé suisse Richard Baümlin avait fondé un groupe de prière pour l'unité des chrétiens la Fraternité Saint-Jean. À Pâques 1936, l'abbé lyonnais Laurent Remillieux est invité à une retraite de cette fraternité à Erlenbach im Simmental, à proximité de Berne. Il raconte ensuite que le contact avait été pris pour obtenir une photographie d'un vitrail représentant le Sermon sur la montagne de l'église réformée de Herzogenbuchsee, et que le pasteur local Berthold Zwicky l'avait mis en contact avec cette Fraternité.

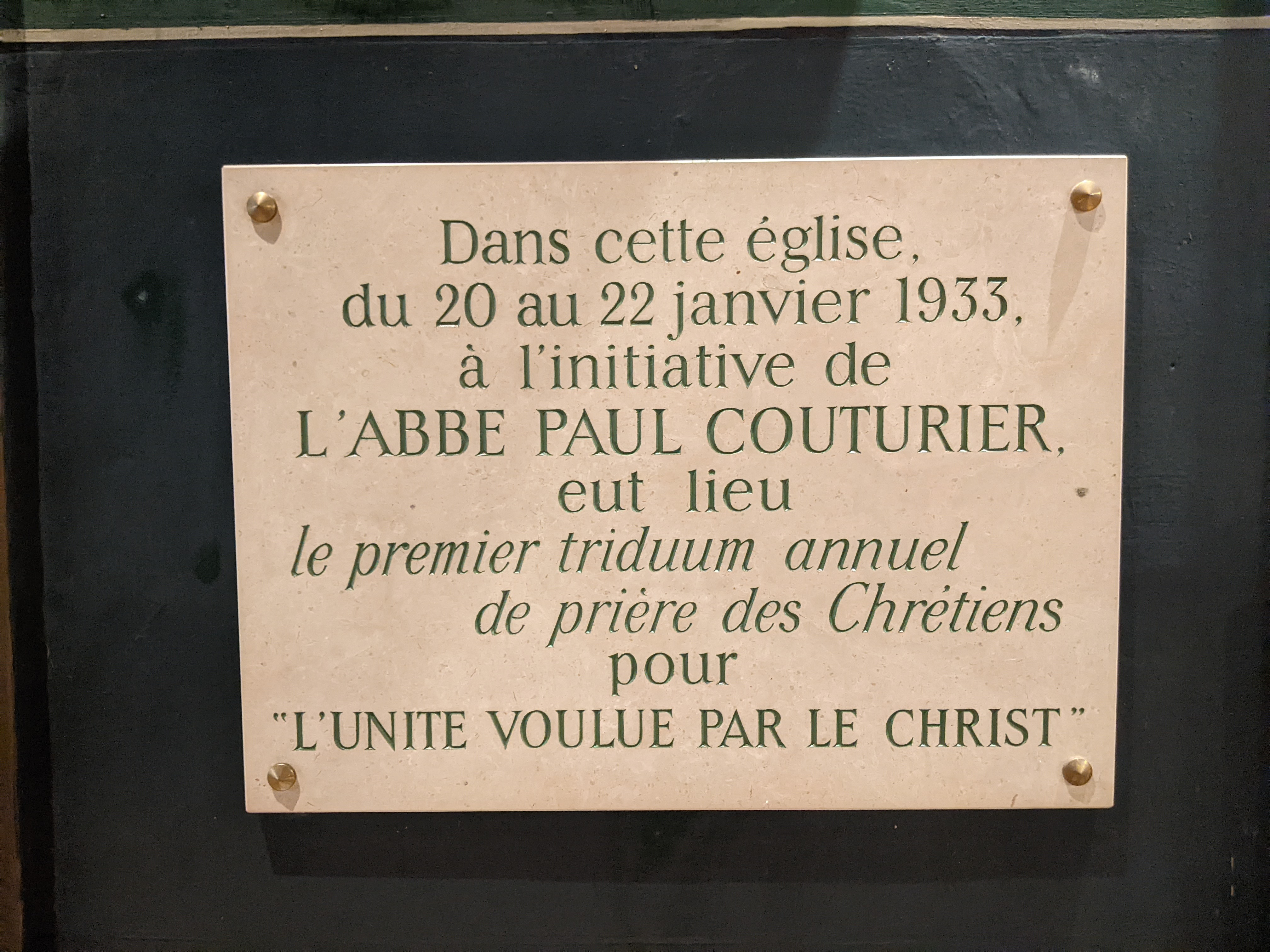
Plaque commémorative dans l'église Saint-François-de-Sales de Lyon.

À son retour à Lyon, il en parle à l'abbé Paul Couturier, promoteur de l'« œcuménisme spirituel » et depuis trois ans rénovateur de la Semaine de prière pour l'unité chrétienne,,. En 1937, un retraite commune est organisé entre trois pasteurs protestants suisses allemands (Richard Baümlin, Berthold Zwicky et Ch. Huber) et des trois prêtres catholiques français (Paul Couturier, Laurent Remillieux, L. Richard), ainsi que le journaliste laïc Victor Carlhian, à l'abbaye cistercienne Notre-Dame-des-Dombes, dans l'Ain en France. Après plusieurs rencontres, le groupe est séparé par la Seconde Guerre mondiale en 1942.
Du 28 septembre au 2 octobre 1942 se tient une rencontre aux Dombes avec une fraternité renouvelée, entièrement francophone, avec les prêtres catholiques lyonnais et de nouveaux pasteurs, dont Jean de Saussure, pasteur de Genève, et Roger Schutz et Max Thurian, futurs fondateurs de la Communauté de Taizé.
De 1946 jusqu'en 1971, un groupe francophone d'une vingtaine de prêtres et pasteurs se réunit annuellement alternativement aux Dombes, à Presinge ou dans la Communauté de Taizé, ou dans la Communauté de Grandchamp, deux communautés œcuméniques d'origine protestante. Il visait « une reprise du dialogue entre catholiques et protestants : non pas de manière officielle et institutionnelle, mais avec la liberté responsable de mettre en œuvre un travail œcuménique original ». L'abbé Paul Couturier meurt de maladie en mars 1952, et le Père Maurice Villain lui succède à la co-présidence catholique.
À partir des années 1970, le groupe commence à publier des ouvrages qui synthétisent leurs points de vue et leurs recommandations en matière œcuménique sur différents sujets faisant débat entre catholiques et protestants. Dans un souci de dialogue œcuménique en théologie, le Groupe a repris, dans leur articulation au centre de la foi, les grands sujets en panne de clarification ou de consentement entre les diverses confessions chrétiennes. 
Depuis 1998, le groupe se réunit à l'abbaye de Pradines, une communauté bénédictine féminine. À cette occasion, le groupe accueille pour la première fois des femmes parmi ses 40 membres.

## Membres
Les personnalités suivantes sont, ou ont été, membres du groupe des Dombes :
- Jean-Noël Aletti[8]
- Daniel Atger[9]
- Christian Baccuet
- Jean Bosc[9]
- Benoît Bourgine[10]
- Bruno Chenu[9]
- François Clavairoly[10]
- Paul Couturier
- Jean-Pierre Delville[10]
- Michel Deneken[8]
- Henri Denis[9]
- Joseph Famerée[10]
- Michel Fédou[10]
- Étienne Grieu[10]
- Gottfried Hammann[8]
- Pierre Lathuillère 10
- Michel Leplay[9]
- Marc Lods[9]
- Gustave Martelet[9]
- Élisabeth Parmentier[10]
- Jacques-Noël Pérès[8]
- Hébert Roux[9]
- Bernard Sesboüé[9]
- Jean Tartier[8]
- Max Thurian[9]

### Présidence
Le groupe a deux co-présidents, un catholique et un protestant :
| Dates       | Co-président catholique              | Co-président protestant                                  |
| ----------- | ------------------------------------ | -------------------------------------------------------- |
| 1937        | Paul Couturier                       | Jean de Saussure puis Henry Bruston[source insuffisante] |
| 1953        | Maurice Villain,                     | Jean de Saussure puis Henry Bruston[source insuffisante] |
| 1977        | Joseph Baccioli[source insuffisante] | Jean de Saussure puis Henry Bruston[source insuffisante] |
| 1988        | Maurice Jourjon                      | Alain Blancy                                             |
| 2001        | Bruno Chenu                          | Jean Tartier                                             |
| 2003        | Bernard Sesboüé                      | Jean Tartier                                             |
| 2006        | Jean-François Chiron                 | Jean Tartier                                             |
| 2014        | Jean-François Chiron                 | Jean-Noël Pérès                                          |
| depuis 2023 | Joseph Famerée                       | Élisabeth Parmentier                                     |

## Publications
Depuis 1971, le groupe publie régulièrement des documents de réflexions et d’accords théologiques, :
- Vers une même foi eucharistique (1971)
- Pour une réconciliation des ministères (1972)
- Le ministère épiscopal (1976)
- Le Saint-Esprit, l'Église et les Sacrements (1979)
- Le ministère de communion dans l'Église universelle (1985)

Ces cinq premiers textes d'accords ont été réunis en un seul volume, à l'occasion du cinquantenaire du Groupe :
- Pour la communion des Églises. L’apport du Groupe des Dombes 1937-1987, Paris, Le Centurion, 1988.

Depuis, il y a encore eu :
- Pour la conversion des Églises. Identité et changement dans la dynamique de communion, Paris, Le Centurion, 1991
- Marie dans le dessein de Dieu et la communion des saints. Dans l’histoire et l’Écriture. Controverse et conversion, 1998 et 1999, réunis en seul volume, Paris, Bayard-Centurion, 1999
- Un seul Maître. L’autorité doctrinale dans l’Église, Paris, Bayard, 2005
- Vous donc, priez ainsi. Le Notre Père, itinéraire pour la conversion des Églises, Paris, Bayard, 2011
- De toutes les nations... Pour la catholicité des Églises, Paris, Le Cerf, 2023